# 戴民汉
戴民汉（1965年4月25日—），生于浙江杭州，籍贯浙江萧山。化学海洋学家。

## 生平
1983年高中毕业于杭州高级中学，1987年本科毕业于厦门大学，1995年在法国皮埃尔和玛丽·居里大学获博士学位，随后在美国伍兹霍尔海洋研究所从事博士后研究。1998年起任职于厦门大学。1999年，戴民汉获国家杰出青年基金，承担珠江口及南海北部碳的生物地球化学研究。2017年当选为中国科学院院士。现任厦门大学学术委员会副主任、地球科学与技术学部主任、近海海洋环境科学国家重点实验室主任。